# Amphinemura delosa
Amphinemura delosa är en bäcksländeart som först beskrevs av William Edwin Ricker 1952.  Amphinemura delosa ingår i släktet Amphinemura och familjen kryssbäcksländor. Inga underarter finns listade i Catalogue of Life.